# 耳垢

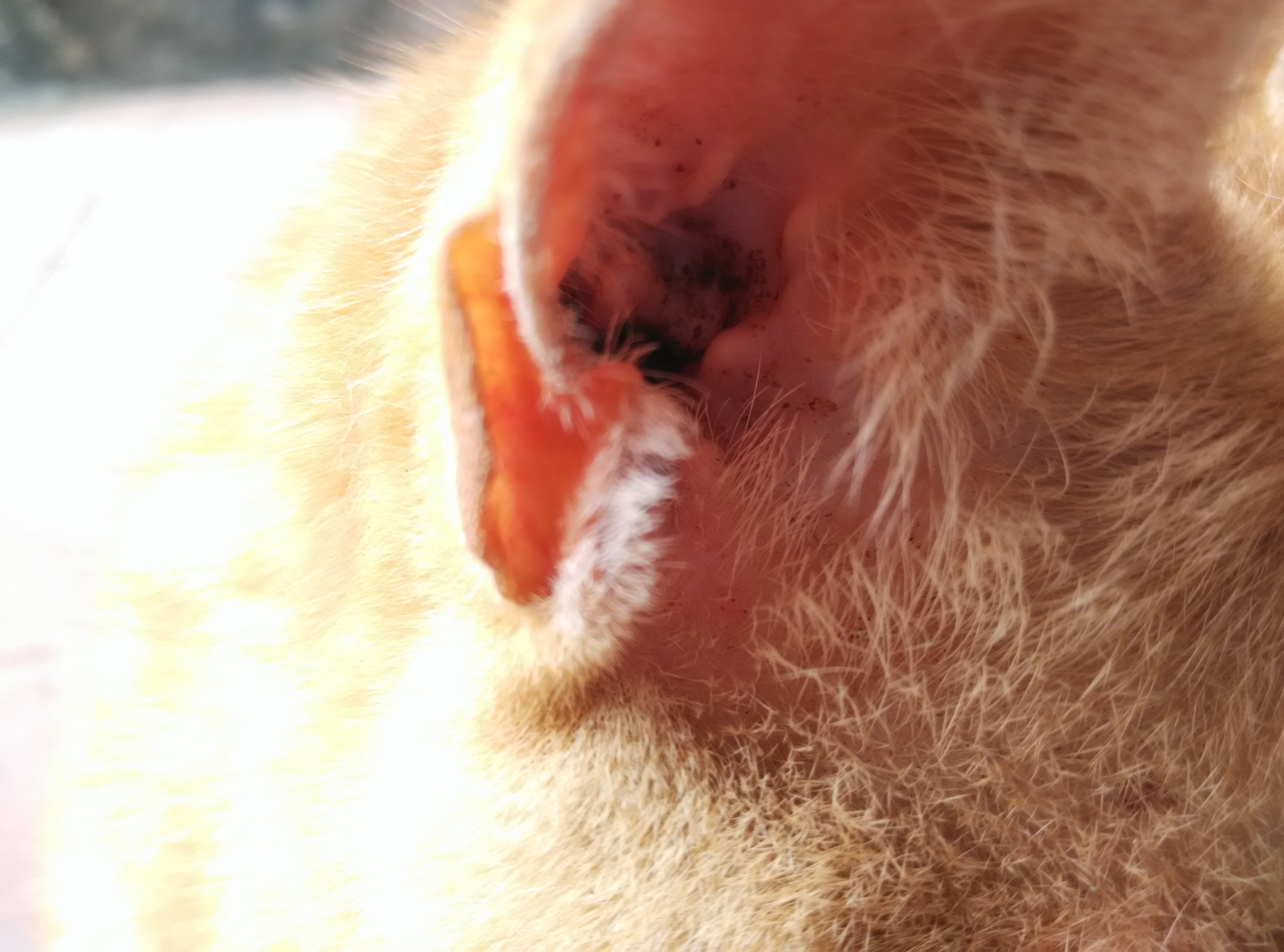
貓的耳垢

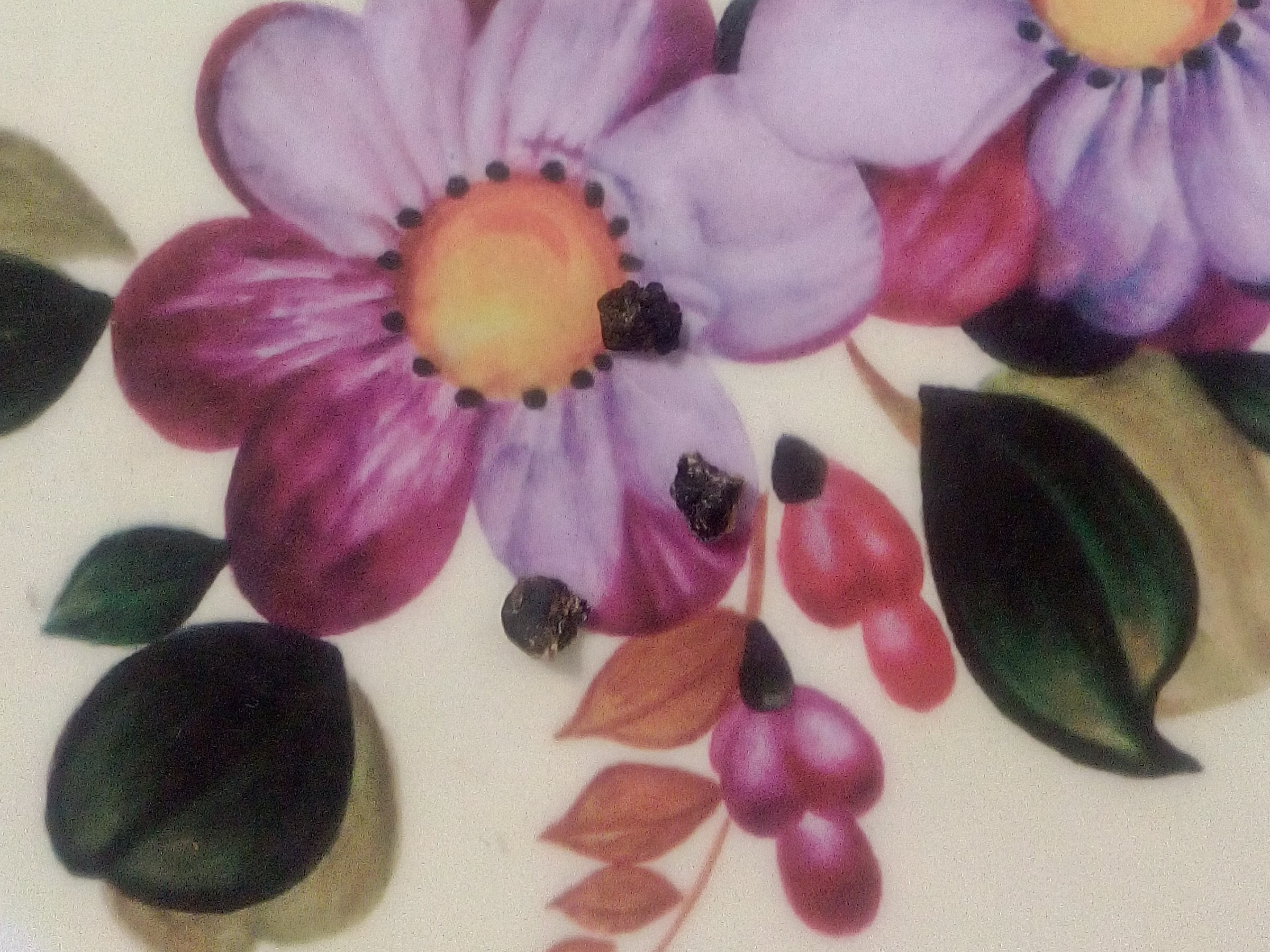
三顆葡萄乾大，如石頭般堅硬的耳屎，如未受耳內感染不會造成任何疾病

耳垢，學名耵聹（cerumen），俗稱耳屎，是人類和一些其他哺乳動物的外耳道內部內垢腺體分泌的蠟狀物質和外耳道皮膚混合後的產物。主要作用是保持耳道清潔，防止昆蟲和細菌侵入，以及抑制真菌生長。一般所知耳垢可分為乾性和濕性。

## 濕性耳垢與乾性耳垢
濕性耳垢（濕耳）为黏稠、黄褐色至暗褐色物体；乾性耳垢（乾耳）是易碎、灰色至棕褐色物体。通过家族调查研究可证实，湿性耳垢为显性遗传性状，干性耳垢为隐性遗传性状，由单位点、双等位基因所决定。
分子遗传学研究发现，确定耳垢干湿属性的基因位于16号染色体中部，称作ABCC11 (ATP-binding cassette, subfamily C, member 11)，在第538码位，湿性耳垢对应了鸟嘌呤（G），干性耳垢对应了腺嘌呤（A），因而在表达为蛋白质时分别对应了甘氨酸与精氨酸。根据基因中的简单重复序列（microsatellite）分析，干性耳垢的等位基因起源于2000代之前的一次基因突变，并且比湿性耳垢具有约1%的相对适应性，从而经过天择被保留下来。
耳垢分泌腺（ceruminous gland）是一种顶泌汗腺，与大汗腺、乳腺同属于顶分泌腺，均与ABCC11基因表达相关。因此濕性耳垢體質的人比較容易有狐臭。日本一项研究表明，就医的896名狐臭患者中860人有湿性耳垢。 类似地，湿性耳垢人群的乳腺癌发生率显著更高。不過，乾性耳垢妇女哺乳期无奶水分泌或者分泌量不足的比例，也高于湿性耳垢妇女。
2006年，長崎大學的研究論文表示，耳垢的乾濕性是由DNA排列的一個位置所決定的。而且這篇論文中進一步闡明，世界上並沒有「乾性耳垢」，乾性耳垢的人事實上是先天根本缺乏製造耳垢的機制，所謂的乾性耳垢只是耳道的外皮代謝脫落的產物。
乾性耳垢的產生，可能來自東亞方面的基因突變，隨著混血，將乾性耳垢的基因傳播出去。時至近日，全世界各國皆以以湿性耳垢為多，唯有東亞地區以乾性耳垢者多，北韓濕性耳垢者比例不到1%，毛利人、美洲原住民濕性耳垢者有60%至70%。
香港衛生署研究指出，遺傳學調查發現，濕型耳垢為顯性遺傳。在白人及黑人族群中，濕性耳垢佔大多數；而在亞洲人中，乾型耳垢佔多數。華北漢人的數據為乾型耳垢佔了80%以上。臺灣華人、華南漢人及東南亞華僑當中乾型耳垢佔了60%，濕性耳垢佔40%。另外一個研究指出日本濕性耳垢者比例高達約35%
東亞地區濕性耳垢程度不同，在華北汉族濕性耳垢比例不足5%，東北（包括满族、汉族和其他几个少数民族）在10到15%，福建汉族达到20%，广东汉族达35%，臺灣原住民在70%以上，维吾尔族、哈萨克族等接近90%。

## 关于清除

### 應否清除
下巴的张合运动可以自然的促进耳垢的清除。除非是过多的耳垢导致了健康问题，美国耳鼻喉学会並不建议清除耳垢。而經常清除耳垢的人，耳垢反而愈來愈多。因為常挖耳垢會促使腺體分泌旺盛，以致產生更多的耳垢。
然而，过多的耳垢可能会妨碍声音在耳道（ear canal）中的传播，从而导致传导性听力减退。此外，大约有60%-80%的助听器故障是由过多的耳垢导致的。
而工作上經常接觸沙塵等污染物、時常游泳或潛水、長期使用助聽器或耳機、外耳道皮膚新陳代謝較慢、有過量耳毛的人士，耳部的油脂分泌都會較多，耳垢亦相對較多。

### 清除方法
遠東地區早年用挖耳勺是很常见的，因為大多数東亞人属于干性耳垢，通常都是成块或干燥碎片状地掉出来，使用挖耳勺轻轻地刮能轻松地清除掉。改良型挖耳勺有保护措施，能有效避免挖耳勺插入太深。歐美人士則因為多属于濕性耳垢，常用棉花棒来吸附濕性耳垢，如今棉花棒還是家家戶戶必備的用品。
醫學界建議在耳垢過多而導致不適時，向耳鼻喉科醫師求助，以專業工具清除耳垢。不建议使用棉花棒或挖耳勺清除耳垢，因为棉花棒可能会把耳垢推进耳道深处，挖耳勺更是危險，容易刺傷、导致鼓膜穿孔。

#### 潔耳產品
- 挖耳勺

## 有關耳垢的病
- 耳垢栓塞